# Dicranomyia morio
Dicranomyia morio är en tvåvingeart som först beskrevs av Fabricius 1787.  Dicranomyia morio ingår i släktet Dicranomyia och familjen småharkrankar. Arten är reproducerande i Sverige. Inga underarter finns listade i Catalogue of Life.